# Alstroemeria presliana
Alstroemeria presliana este o specie de plante monocotiledonate din genul Alstroemeria, familia Alstroemeriaceae, descrisă de Herb..

## Subspecii
Această specie cuprinde următoarele subspecii:
- A. p. australis
- A. p. presliana